# Équipe d'Angola des moins de 17 ans de football
Maillots
L'équipe d'Angola des moins de 17 ans est une sélection de joueurs de moins de 17 ans au début des deux années de compétition placée sous la responsabilité de la Fédération d'Angola de football. 
Cette équipe participe à quatre reprises à la phase finale de la Coupe d'Afrique des nations des moins de 17 ans. En 2019, elle termine à la troisième place de la coupe d'Afrique des moins de 17 ans et se qualifie pour la première fois pour la phase finale de la Coupe du monde des moins de 17 ans.

## Parcours en Coupe d'Afrique des nations des moins de 17 ans
- 1995 : Non qualifié
- 1997 : 1er tour
- 1999 : 1er tour
- 2001 : Non qualifié
- 2003 : Non qualifié
- 2005 : Non qualifié
- 2007 : Non qualifié
- 2009 : Non qualifié
- 2011 : 1er tour
- 2013 : Non qualifié
- 2015 : Non qualifié
- 2017 : Non qualifié
- 2019 :  3e
- 2023 : Disqualifié

## Parcours en Coupe du monde des moins de 17 ans
- 1985 : Non qualifié
- 1987 : Non qualifié
- 1989 : Non qualifié
- 1991 : Non qualifié
- 1993 : Non qualifié
- 1995 : Non qualifié
- 1997 : Non qualifié
- 1999 : Non qualifié
- 2001 : Non qualifié
- 2003 : Non qualifié
- 2005 : Non qualifié
- 2007 : Non qualifié
- 2009 : Non qualifié
- 2011 : Non qualifié
- 2013 : Non qualifié
- 2015 : Non qualifié
- 2017 : Non qualifié
- 2019 : Huitièmes de finale
- 2023 : Non qualifié